# Ролуох
Ролу́ох (кхмер. រលួស) — небольшой город на северо-востоке Камбоджи, в округе Свайтьэк провинции Бантеаймеантьей, в 13 км к востоку от Сиемреапа . Известен одноимённым археологическим парком ангкорского периода. Расположен на Национальном шоссе № 6.
Когда-то на этом месте располагалась Харихаралайя (кхмер. ហរិហរាល័យ), бывшая одно время столицей Кхмерской империи. На территории Ролуоха расположены одни из древнейших храмов Кхмерской империи.